# 孔桑瓦
孔桑瓦（法語：Consenvoye，法語發音：[kɔ̃sɑ̃vwa]）是法国默兹省的一个市镇，属于凡尔登区。

## 地理
孔桑瓦（49°17'14"N, 5°17'10"E）面积15.85 平方千米，位于法国大東部大區默兹省，该省份为法国西北部内陆省份，北与比利时接壤，西接马恩省和阿登省，南至上马恩省和孚日省，东临默尔特-摩泽尔省。
与孔桑瓦接壤的市镇（或旧市镇、城区）包括：瓦夫里尔、默兹河畔布拉邦、达讷武、埃特赖、默兹河畔福尔日、热尔库尔和德里朗库尔、萨莫尼厄附近欧蒙、穆瓦雷弗拉巴克雷皮翁、雷维尔欧布瓦、默兹河畔锡夫里。

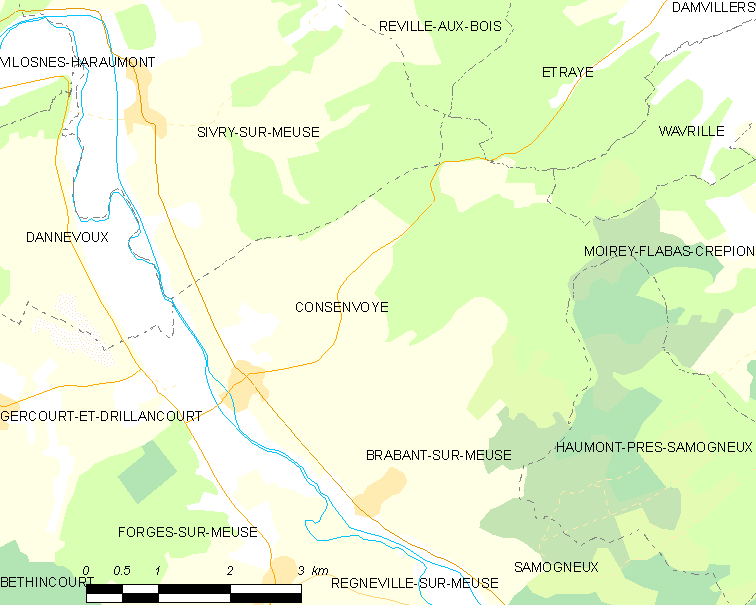
孔桑瓦的OSM定位图

孔桑瓦的时区为UTC+01:00、UTC+02:00（夏令时）。

## 行政
孔桑瓦的邮政编码为55110，INSEE市镇编码为55124。

## 政治
孔桑瓦所属的省级选区为阿戈讷地区克莱蒙县。

## 人口

1962-2008年间孔桑瓦人口变化图示

孔桑瓦于2022年1月1日时的人口数量为290人。